# Forum européen des interprètes en langue des signes
Le Forum européen des interprètes en langue des signes, souvent appelé EFSLI (de son nom anglais : European Forum of Sign Language Interpreters), est une association organisant un forum de discussion et d'échange d'informations entre d'interprètes de la langue des signes en Europe. 
Il est créé en 1987 par un groupe d'interprètes. Il compte 30 membres européens à part entière. Il travaille en partenariat avec l'Association mondiale des interprètes en langue des signes (World Association of Sign Langage Interpreters WASLI). 